# سياول (مقاطعة دورود)
سياول (بالفارسية: سیاول) هي قرية تقع في قسم جان الريفي (مقاطعة دورود) في إيران. يقدر عدد سكانها بـ 306 نسمة بحسب إحصاء 2016.